# Cataclysme millierata
Cataclysme millierata är en fjärilsart som beskrevs av Carl von Gumppenberg 1888. Cataclysme millierata ingår i släktet Cataclysme och familjen mätare. Inga underarter finns listade i Catalogue of Life.